# Marmarašen
Marmarašen (conosciuto anche come Marmarashen, in armeno Մարմարաշեն?, fino al 1967 Aghhamzalu) è un comune dell'Armenia di 3 281 abitanti (2008) della provincia di Ararat.